# Ernest Bour

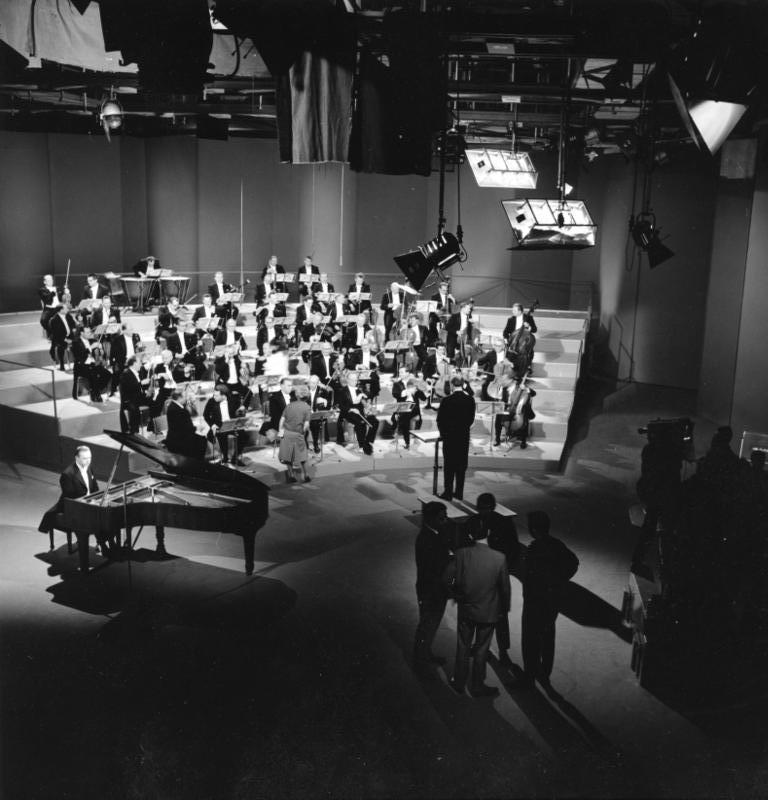
Sinfonieorchester des Südwestfunks unter Leitung von Ernest Bour, 1964

Ernest Bour (* 20. April 1913 in Diedenhofen, Reichsland Elsass-Lothringen; † 20. Juni 2001 in Straßburg) war ein französischer Dirigent.
Während der Zeit des Nationalsozialismus verwendete er auch den eingedeutschten Namen Ernst Bour oder Bur.

## Biografie
Ernest Bour erhielt seine musikalische Ausbildung am Konservatorium Straßburg, das er zwischen 1930 und 1933 besuchte. Von 1935 bis 1939 war er Kapellmeister bei Radio Straßburg.
Nach der Annexion des Elsass arbeitete Bour im Sinne der nationalsozialistischen Propaganda als Leiter des 1940 entstandenen Orchesters der Stadt Straßburg. Bour produzierte Musik für propagandistische Rundfunksendungen, darunter etwa eine reichsweit ausgestrahlte Sendung mit „elsässischer Volksmusik“.
1941/42 war Bour Erster Kapellmeister des Stadttheaters Mulhouse; in Straßburg folgte ihm Hans Rosbaud nach.
1964 bis 1979 wurde Bour wiederum Nachfolger Rosbauds als Chefdirigent des Südwestfunk-Sinfonieorchesters Baden-Baden. 1952, 1957–58, 1960–61, 1963, 1969–70, 1972, 1974, 1977 und 1978 wirkte er als Dirigent bei den Weltmusiktagen der Internationalen Gesellschaft für Neue Musik (ISCM World Music Days).
Bour starb 88-jährig in Straßburg.